# José Teixeira da Fonseca Vasconcelos
José Teixeira da Fonseca Vasconcelos (Santa Quitéria, c. 1767 — Caeté, 10 de fevereiro de 1838), foi um proprietário rural, juiz de fora e político brasileiro. Formou-se em Direito na Universidade de Coimbra e teve uma carreira de sucesso na magistratura, ocupando cargos como Intendente do Ouro, Juiz de Fora e Ouvidor de Sabará, e alcançando o posto de Desembargador.
Foi o primeiro presidente da província de Minas Gerais (1824-1826) e senador do Império do Brasil pela província de Minas Gerais (1826-1838). Participou do Dia do Fico, pressionando o futuro imperador D. Pedro I a permanecer no país em vez de partir para Portugal em 9 de janeiro de 1822. Também foi membro e vice-presidente da primeira Junta do Governo Provisório da Província de Minas Gerais e deputado à Assembleia Constituinte dissolvida em 1823.
José Teixeira da Fonseca Vasconcelos recebeu os títulos de nobreza de Barão de Caeté em 12 de outubro de 1825 e de Visconde de Caeté em 12 de outubro de 1826. Casou-se em 23 de janeiro de 1822 com D. Theresa Maria de Jesus, com quem teve oito filhos.
Além de sua atuação política e jurídica, compôs um dicionário da língua Tupi, que infelizmente se perdeu. Faleceu em 10 de fevereiro de 1838, deixando um importante legado para a história do Brasil.